# Pnyxia thaleri
Pnyxia thaleri är en tvåvingeart som först beskrevs av Werner Mohrig och Boris Mamaev 1978.  Pnyxia thaleri ingår i släktet Pnyxia och familjen sorgmyggor.
Artens utbredningsområde är Österrike. Inga underarter finns listade i Catalogue of Life.